# 京都府立綾部高等学校
京都府立綾部高等学校（きょうとふりつ あやべこうとうがっこう）は、京都府綾部市岡町長田に所在する公立高等学校。
同市川糸町堀ノ内に東分校を設置している。通称は綾高（あやこう）。

## 設置学科
本校（四尾山キャンパス）
- 全日制普通科（グローバル特進コース・ユニバーサル探求コース・スポーツ総合専攻）

東分校（由良川キャンパス）
- 全日制農業科・園芸科・農芸化学科
- 定時制普通科

## 沿革
- 綾部高校は、下記の3校の合併でできた高校である。

### 京都府立城丹農業高等学校
- 1893年（明治26年） - 前身となる京都府蚕糸業組合立高等養蚕伝習所（初代所長はグンゼ創業者の波多野鶴吉）が設立される。もともと綾部市周辺では、蚕糸業が盛んであった。
- 1948年（昭和23年）4月 - 戦後の学制改革に伴い、京都府立城丹農業高等学校（きょうとふりつ じょうたんのうぎょうこうとうがっこう）となる。

### 京都府立綾部高等学校（合併前）
- 1907年（明治40年） - 何鹿郡立女子実業学校として設立される。
- 1948年（昭和23年）4月 - 学制改革に伴い、京都府立綾部高等学校となる。

### 京都府立綾部工業高等学校
- 1943年（昭和18年） - 前身となる、京都府立綾部工業学校が設立。
- 1948年（昭和23年）4月 - 学制改革に伴い、京都府立綾部工業高等学校（きょうとふりつ あやべこうぎょうこうとうがっこう）となる。民俗学研究でも有名な磯貝勇が戦後まもない頃、教頭、校長を務めていた。

### 3校の合併後
- 1949年（昭和24年）10月 - 京都府立城丹農業高等学校、京都府立綾部高等学校、京都府立綾部工業高等学校が合併、新しく京都府立綾部高等学校になる。全日制普通科・農業科・養蚕科・工業科・商業科が、昼間定時制には普通科・農業科が、夜間定時制には普通科・商業科が設置された。また、何鹿郡中上林村（現在の綾部市東部）に上林分校（かんばやしぶんこう）がおかれ、こちらには普通科及び農業科がおかれた。
- 1951年（昭和26年）11月14日 - 昭和天皇が行幸（昭和天皇の戦後巡幸）[1]。
- 1956年（昭和31年） - 全日制課程及び昼間定時制課程に家政科がおかれる。
- 1961年（昭和36年） - 農芸化学科がおかれる。
- 1968年（昭和43年） - 園芸科がおかれる。また、昼間定時制課程が募集停止になり、後に廃止。
- 1970年（昭和45年） - 上林分校廃止。
- 1985年（昭和60年） - 普通科に、Ⅰ類、Ⅱ類、Ⅲ類がおかれる。
- 1995年（平成7年） - 家政科募集停止。後に廃止。
- 2014年（平成26年） - 普通科第Ⅲ類体育系から普通科スポーツ総合専攻へ名称変更する。
- 2014年（平成26年） - 普通科に京都の府立高校で初めての特進コースが新設される。[2]
- 2019年（令和元年）- 京都先端科学大学と高大連携協定を締結。[3]
- 2022年（令和４年）- 普通科がグローバル特進コース、ユニバーサル探求コースに再編される。

## 校歌
- 作詞：小菅謙三／作曲：平井保喜（平井康三郎）
- 本校の南にある山、四尾山や、綾部市内を流れる由良川などが歌詞に登場する。

## 学校生活
- 本校（四尾山キャンパス）と東分校（由良川キャンパス）全日制の生徒とは、主に部活や学校祭で接点があるが、定時制の生徒と全日制の生徒とは、殆ど接点がない。
- 学校祭は毎年9月頃に本校で行われる。

### 本校（四尾山キャンパス）
- 全日制普通科では、1年次のは共通カリキュラムで授業を行い、2年次より希望進路によって、グローバル特進コース（国公立大学、私立大学志望者）、ユニバーサル探求コース（私立大学、短大、専門学校、就職希望者）に分けられる。
- 京都府北部（中丹通学圏、丹後通学圏）で唯一のスポーツ総合専攻では、ゴルフ実習や独自の合宿など、スポーツの専門的な知識・実践力を身につけ、地域の人々の豊かな暮らしに貢献できるスポーツリーダーの育成を目指している。
- 普通科の修学旅行は台湾に行く。

### 東分校（由良川キャンパス）
- 農業科、園芸科は合同でクラスが編成されている。
- 普通科では習えない農園芸・農芸化学などの科目がある。
- 9月の文化祭ではクラス単位での発表のほか、農産物の即売会も行っている。11月には東祭（あずまさい）という、東分校独自の行事も行われる。

### 部活動
- ソフトテニス部の男子は過去に何度かインターハイに団体や個人で出場したこともある。
- 1992年創立のカヌー部は国体に出場したり、インターハイの常連である強豪である。
- 男子ソフトボール部もインターハイの常連校であり、強豪である。
- また、陸上部も強豪である。近年、競歩や長距離走でその名を知られるようになった。インターハイに出場して入賞したり、世界ユース選手権の日本代表に選ばれた選手もいる。
- 野球部は2017年春の京都府大会で準優勝、同年夏の京都府大会でもベスト４に進出しており、府北部の強豪校である。
- 放送部は毎週土曜日地元のFM局エフエムあやべ（FMいかる）で番組を収録している。また、各種行事での司会も担当している。
- 硬式テニス部が使用するテニスコートはオムニコート（全面芝）であり、雨でも使用可能。現在男女1コートずつ使用している。ちなみにコートは校舎からやや離れた場所にあり柵も無かった為、以前はそこから一部生徒が登校していた。その事が問題となり、現在では門が設置された。
- ダンス部がある高校は、府北部では綾部高校のみである。各種イベントにも出演し、人気が高い。
- 軽音楽同好会が令和3年度に新設された。
- 分析化学部は様々な表彰を受け、同部が呼びかける由良川クリーン作戦（年１回開催）には国土交通省福知山河川事務所や綾部市内の各種団体・企業が協力し、毎年300名を超える参加者が由良川のゴミを拾っている。

## 交通
- 山陰本線、舞鶴線 - 綾部駅下車　本校 徒歩20分／分校 徒歩15分

## 著名な出身者
- 大槻和夫（広島大学名誉教授）
- オクダケン（ミュージシャン・ビリケンメンバー）
- 川端千都（陸上競技選手）
- 北井久美子（弁護士、厚生労働官僚、元厚生労働省雇用均等・児童家庭局長、元中央労働委員会事務局長、東京都公安委員会委員長）
- 久馬萌（陸上競技選手、悠の双子の妹）
- 久馬悠（陸上競技選手、萌の双子の姉）
- 相根澄（フットサル選手、元フットサル日本代表）
- 四方八洲男（元綾部市長）
- 四方源太郎（京都府議会議員）※四方八州男の長男
- 杉山晃紀（元プロ野球選手、読売巨人軍、育成選手）
- 瀧本智行（映画監督）
- 竹貫元勝（歴史学者）
- 仁田陸郎（弁護士、元東京高等裁判所長官）
- 松本英昭（自治官僚、元自治事務次官）
- 屋敷豪太（ミュージシャン）
- 山崎善也（綾部市長）